# Saltney
Saltney är en ort och community i Storbritannien.   Den ligger i kommunen Flintshire och riksdelen Wales, i den södra delen av landet, 260 km nordväst om huvudstaden London.
Saltney är en del av den engelska tätorten Chester. Gränsen mellan England och Wales går i gatan Boundary Lane i östra delen av Saltney. 